# Imran Khan
Imran Khan, nascut com a Imran Ahmad Khan Niazi, (Lahore, Panjab, Pakistan, 5 d'octubre de 1952) és un polític pakistanès, Primer Ministre del Pakistan des del 2018 fins a l'abril de 2022.

## Biografia
Nascut en el si d'una família paixtu de classe acomodada de Lahore, va rebre una bona formació a escoles d'elit del Pakistan i el Regne Unit, com la Royal Grammar School de Worcester i l'Aitchison College de Lahore. En els seus anys de joventut es va fer un nom per l'esport i la vida nocturna, flirtejant amb els mitjans de la premsa groga. Sent adolescent, jugà al criquet a Pakistan i al Regne Unit i continuà jugant mentre estudiava filosofia, política i economia a la Universitat d'Oxford. Khan va jugar el seu primer partit amb la selecció nacional del Pakistan el 1971, però no ocupà un lloc permanent a l'equip fins després de graduar-se a Oxford el 1976. A principis dels vuitanta, es distingí com un jugador de bitlles, i fou nomenat capità de l'equip pakistanès el 1982. El 1992 Khan aconseguí el seu major èxit atlètic quan va dirigir l'equip pakistanès al seu primer títol de Copa del Món, derrotant Anglaterra a la final. Es va retirar aquell mateix any, després d'haver aconseguit la reputació com un dels millors jugadors de cricket de la història.
El talent atlètic i la bona aparença de Khan el van convertir en una celebritat al Pakistan i a Anglaterra i les seves aparicions habituals a la moda.
Després del 1992, Khan va capgirar el seu estil de vida, experimentant un despertar religiós, abraçant el misticisme sufí, i dedicant-se a la filantropia, mentre abandonava la seva imatge de playboy anterior. Així, es convertí en el principal recaptador de fons per a l'hospital de càncer Memorial Shaukat Khanum, un hospital especialitzat en càncer de Lahore, que s'inaugurar el 1994.
Després de retirar-se del criquet, Khan es va convertir en un crític declarat de la mala gestió del govern i la corrupció al Pakistan. El 1996 va fundar el seu partit, el Moviment per la Justícia del Pakistan (Pakistan Tehreek-i-Insaf, PTI), amb el qual va aconseguir un sol escó als comicis de 2002, controlats pel règim militar de Pervez Musharraf. L'octubre de 2007, Khan formava part d'un grup de polítics que van renunciar a l'Assemblea Nacional, protestant contra el president Pervez Musharraf i candidat a les següents eleccions presidencials. Un mes després, Khan fou empresonat breument durant la repressió contra els crítics de Musharraf, que havia declarat l'estat d'emergència. Tehreek-e-Insaf va condemnar l'estat d'emergència, que finalitzà el desembre, i boicotejà les eleccions nacionals del 2008 per protestar contra el govern de Musharraf. El seu missatge populista va anar prenent forma en la dècada següent, i el PTI i Imran Khan van anar creixent en seguidors i les seves promeses de lluita contra la corrupció i crítiques al govern de les elits van anant calant, especialment entre els joves. Malgrat la seva creixent popularitat, la resta de forces no van prendre seriosament a Khan fins que a finals de 2011 va reunir desenes de milers de persones en un míting a Lahore, anunciant que arrasaria als següents comicis.
En les eleccions de 2013 se li va considerar l'únic rival capaç de fer front a la Lliga Musulmana del Pakistan (N) (PML-N) de Nawaz Sharif. El PTI va aconseguir només 28 escons, enfront dels 126 de la PML-N i els 33 del Partit Popular del Pakistan, però es va imposar a la província nord-occidental de Khyber Pakhtunkhwa, a la frontera amb l'Afganistan, poblada per paixtus. El 2016 liderà les protestes després de l'aparició dels Papers de Panamà que van revelar que tres dels quatre fills del primer ministre Sharif tenien propietats a Londres adquirides de forma poc clara. El Tribunal Suprem inhabilità a Sharif el juliol de 2017 i, posteriorment, un tribunal anticorrupció el va condemnar a deu anys de presó.
Khan s'ha casat tres vegades, la primera el 1995 amb la filla del multimilionari britànic James Goldsmith, Jemima, amb la qual va tenir dos fills en nou anys de matrimoni. El gener de 2015 va contreure núpcies amb una periodista britànic-pakistanesa amb la qual va durar tot just nou mesos. Posteriorment, a principis del 2018 es va casar amb la seva consellera espiritual, Bushra Maneka, que va acudir a la cerimònia totalment coberta amb un vel.

### Primer ministre
A les eleccions generals paquistaneses de 2018, finalment, aconseguí el seu objectiu, convertint-se en primer ministre del Pakistan. Durant el seu mandat, el govern de Khan va llançar importants programes socials i d'infraestructures, com ara el programa Sehat Sahulat per a l'atenció mèdica gratuïta, i iniciatives destinades a millorar els drets de les minories i promoure les energies renovables. El lideratge de Khan es va enfrontar a reptes substancials durant la pandèmia de COVID-19 al Pakistan. Inicialment, el seu govern es va resistir a implementar un confinament nacional, optant en canvi per un enfocament de "confinament intel·ligent", que va ser criticat a mesura que augmentaven les infeccions i el sistema sanitari del Pakistan es va veure desbordat.
Va mantenir el càrrec fins al 2022, quan va rebre una moció de censura durant la crisi política pakistanesa de 2020-2022 i Shehbaz Sharif va ser elegit primer ministre l'11 d'abril de 2022.

### Després de primer ministre
Khan i els seus partidaris van iniciar una marxa el 28 d'octubre de 2022 fins a Islamabad des de Lahore per protestar per la negativa del govern a celebrar eleccions anticipades, i a Wazirabad Khan fou objecte d'un atemptat en ell i altres persones resultaren ferits de bala i una altra persona morí.

### Condemnes
Khan va ser arrestat per primera vegada el maig de 2023 en relació amb el cas del fons Al-Qadir, passant menys de dos dies detingut i provocant protestes a tot el país durant les quals els seus partidaris es van revoltar en diverses ciutats.
Khan i la seva dona, Bushra Bibi van ser acusats de retenir i vendre regals estatals quan era al poder, sent condemnat en febrer de 2024, dies abans de les eleccions generals paquistaneses de 2024, a 14 anys de presó i inhabilitat per ocupar qualsevol càrrec públic durant 10 anys, poc després de ser condemnat a 10 anys de presó per revelar secrets oficials. En gener de 2025 fou condemnat a uns altres 14 anys de presó, i la seva dona Bushra Bibi a set anys en un cas relacionat amb l'abús d'autoritat i la corrupció en el cas del fons Al-Qadir.